# Blunt (band)
Blunt is een Vlaamse folkrock-band.
In de lente van 2001 stopte een groepje vrienden in het West-Vlaamse Moorsele met hun bluesrockende band ART-UUR, en met de komst van Rik Vandewalle (zang, viool en gitaar) schakelden ze over op rock met een folky ondertoon, onder de naam 'Blunt'. De groep bestond uit Gino Verstraete (drums en zang), Vincent Messely (gitaar) en Lander Deroo (toetsen en zang). Hetzelfde jaar kwam Stijn Deldaele de bas vervoegen.
Optredens, ook voor TV en de debuut cd "On to the battlefield" (2002) waren het eerste resultaat. In 2003 volgde het Folkfestival van Dranouter maar ook de Gentse Feesten of in het voorprogramma van Raymond van het Groenewoud. Van I'll be over you (2003) en Down (2004) werd een videoclip opgenomen.
Vincent Messely was na 9 jaar aan een nieuwe uitdaging toe en verliet in 2010 de band. Met de komst van zijn vervanger Stéphane Landtmeters is een en ander veranderd en dit vertaalde zich in een vierde album met de titel "Changes".

## Discografie
- On to the battlefield (2003)
- People (2005)
- Where Minds Touch (2007)
- Changes (2010)
- Both Sides (2013)
- Ever.est (november 2016)
- Northern Skies (maart 2019)